# Viverricula indica
La civeta enana o rasa (Viverricula indica) es una especie de mamífero carnívoro de la familia Viverridae. Está ampliamente extendida por India, el sur de China y el Sureste Asiático, así como en Madagascar y Socotra (Yemen), donde ha sido introducida.
Es la única especie del género monotípico Viverricula.

## Subespecies
Se han descrito las siguientes subespecies:
- Viverricula indica indica
- Viverricula indica atchinensis
- Viverricula indica baliensis
- Viverricula indica baptistae
- Viverricula indica deserti
- Viverricula indica klossi
- Viverricula indica mayori
- Viverricula indica muriavensis
- Viverricula indica pallida
- Viverricula indica schlegelii
- Viverricula indica thai
- Viverricula indica wellsi